# Shrewsbury (Missouri)
Shrewsbury é uma cidade localizada no estado americano do Missouri, no Condado de St. Louis.

## Demografia
Segundo o censo americano de 2000, a sua população era de 6644 habitantes.
Em 2006, foi estimada uma população de 6332, um decréscimo de 312 (-4.7%).

## Geografia
De acordo com o United States Census Bureau tem uma área de 3,7 km², dos quais 3,7 km² cobertos por terra e 0,0 km² cobertos por água.

## Localidades na vizinhança
O diagrama seguinte representa as localidades num raio de 4 km ao redor de Shrewsbury.